# Тарасівська сільська рада (Зіньківський район)
Тарасівська сільська рада — колишній орган місцевого самоврядування у Зінківському районі Полтавської області з центром у селі Тарасівка.

## Населені пункти
Сільраді були підпорядковані населені пункти:
- c. Тарасівка
- с. Бобрівник
- с. Пірки
- с. Слинківщина